# سیکلوتیزولام
سیکلوتیزولام (انگلیسی: Ciclotizolam) دارویی است که از مشتقات تینوتریازولودیازپین است. این یک آگونیست نسبی برای محل بنزودیازپین گیرنده گابا A است، با میل پیوندی مشابه با ترکیبات مرتبط مانند بروتیزولام، اما کارایی پایینی دارد.